# المعلومة سعيد
المعلومة سعيد، مواليد 1972، ناشطة موريتانية مناهضة للعبودية ونائبة (عضو في البرلمان) في الجمعية الوطنية الموريتانية.

## سيرة شخصية
ولدت المعلومة سعيد عام 1972، في بوتلميت، جنوب شرق العاصمة نواكشوط، بمنطقة الترارزة. في سن السابعة عشر أصبحت ناشطة لتحرير الحراطين.
في عام 1990، انضمت إلى منظمة تحرير العبيد (الحر) وشاركت في ظهور أول أحزاب سياسية معارضة، مع تجمع القوى الديمقراطية أو تجمع القوى الديمقراطية عام 1991، والعمل من أجل تغيير الذين يشاركون خصوصًا ضد العبودية في عام 1995. كما أنها تعتني بالتعاونية التجارية وهي رئيسة لها. أصبحت مسؤولة عن النساء في حركة الحور، وعضو مؤسس في المنظمة الموريتانية المناهضة للعبودية "SOS Esclaves"، بقيادة زوجها بوبكر ولد مسعود.
في عام 2006، انتخبت عضوا في الجمعية الوطنية الموريتانية. هي واحدة من أربع نساء من الحراطين. تم إعادة انتخابها في عام 2013. وهي معروفة بمواقفها من حقوق الإنسان، وضد التمييز، ونضالها من أجل تحسين ضروف السجون في موريتانيا.
في عام 2018، كانت واحدة من الفائزات بجائزة المرأة الدولية للشجاعة .